# FashionTV Brasil
FashionTV é um canal de televisão por assinatura brasileiro que alia a excelência do mais importante canal de moda do mundo, presente em mais de 100 países, ao melhor da produção nacional. Apresenta uma programação que é referência para o público conectado ao mundo fashion: cobertura das principais semanas de moda, entrevistas exclusivas com estilistas e modelos, notícias, making ofs e fashion films. 
Além da programação do FashionTV, o canal exibe produções brasileiras independentes, sendo considerado espaço de conteúdo qualificado pela Lei 12.485 da Ancine. O FashionTV Brasil pertence à programadora Box Brazil,  a maior programadora independente de canais de TV por assinatura brasileira, que além dos direitos de exibição e multiplicação da marca, possui o Master Licence Agreement, para direitos de utilização sobre o nome do canal.
A empresa conta com quatro canais para o mercado nacional (Prime Box Brazil, Music Box Brazil, Travel Box Brazil e Fashion TV) presentes em mais de 13 milhões de lares e distribuídos nas principais operadoras do país. que além dos direitos de exibição e multiplicação da marca, possui o Master Licence Agreement, para direitos de utilização sobre o nome do canal.

## História
Fundado em 6 de agosto de 2007 pela Turner, o FashionTV é o único canal internacional dedicado exclusivamente à moda, exibe atrações próprias e também as do FashionTV internacional. Em 2011 a programadora Turner encerrou o contrato com sua proprietária, dando lugar ao Glitz* no Brasil. Em 2012 a BoxBrazil TV relançou a marca no Brasil.